# Municipio de Berlin (Pensilvania)
El municipio de Berlin (en inglés: Berlin Township) es un municipio ubicado en el condado de Wayne en el estado estadounidense de Pensilvania. En el año 2000 tenía una población de 2,188 habitantes y una densidad poblacional de 21 personas por km².

## Geografía
El municipio de Berlin se encuentra ubicado en las coordenadas 41°35′00″N 75°06′59″O / 41.58333, -75.11639.

## Demografía
Según la Oficina del Censo en 2000 los ingresos medios por hogar en la localidad eran de $37,865 y los ingresos medios por familia eran $43,380. Los hombres tenían unos ingresos medios de $29,853 frente a los $20,431 para las mujeres. La renta per cápita para la localidad era de $15,470. Alrededor del 11,3% de la población estaban por debajo del umbral de pobreza.